# Home Nations Championship 1884
Home Nations Championship 1884 – druga edycja Home Nations Championship, mistrzostw Wysp Brytyjskich w rugby union, rozegrana pomiędzy 5 stycznia a 12 kwietnia 1884 roku. W turnieju ponownie zwyciężyła Anglia, która pokonała wszystkich rywali i tym samym zdobyła Triple Crown.
Zgodnie z ówczesnymi zasadami punktowania, zwycięzcą meczu była drużyna z większą liczbą goli. Przy jednakowej liczbie goli zwyciężał natomiast zespół, który zdobył więcej przyłożeń.

## Mecze
| 5 stycznia 1884 | Anglia                                              | 1G, 3P – 1G, 1P | Walia                        | Cardigan Fields, Leeds Widzów: 2000 Sędzia: J. A. Gardner |
| 5 stycznia 1884 | Punkty: Rotheram (P) Twynam (P) Wade (P) Bolton (G) | Relacja         | Punkty: Allen (P) Lewis (1G) | Cardigan Fields, Leeds Widzów: 2000 Sędzia: J. A. Gardner |

| 12 stycznia 1884 | Walia | 0G – 1G | Szkocja                             | Rodney Parade, Newport Widzów: 7000 Sędzia: James MacLaren |
| 12 stycznia 1884 |       | Relacja | Punkty: Ainslie (P) Grant-Asher (G) | Rodney Parade, Newport Widzów: 7000 Sędzia: James MacLaren |

| 4 lutego 1884 | Irlandia | 0G – 1G | Anglia                        | Lansdowne Road, Dublin Sędzia: J.S. Lang |
| 4 lutego 1884 |          | Relacja | Punkty: Bolton (P) Sample (G) | Lansdowne Road, Dublin Sędzia: J.S. Lang |

| 16 lutego 1884 | Szkocja                                                              | 2G – 0G | Irlandia             | Raeburn Place, Edynburg Widzów: 8000 Sędzia: George Rowland Hill |
| 16 lutego 1884 | Punkty: Grant-Asher (P) Peterkin (P) Wauchope (P) Tod (P) Berry (2G) | Relacja | Punkty: McIntosh (P) | Raeburn Place, Edynburg Widzów: 8000 Sędzia: George Rowland Hill |

| 1 marca 1884 | Anglia                            | 1G – 0G | Szkocja              | Rectory Field, Blackheath Widzów: 8000 Sędzia: George Scriven |
| 1 marca 1884 | Punkty: Kindersley (P) Bolton (G) | Relacja | Punkty: Jamieson (P) | Rectory Field, Blackheath Widzów: 8000 Sędzia: George Scriven |

| 12 kwietnia 1884 | Walia                                    | 1G – 0G | Irlandia | Cardiff Arms Park, Cardiff Sędzia: George Rowland Hill |
| 12 kwietnia 1884 | Punkty: Norton (P) Clapp (P) Stadden (G) | Relacja |          | Cardiff Arms Park, Cardiff Sędzia: George Rowland Hill |

## Inne nagrody
- Triple Crown –  Anglia (po pokonaniu wszystkich rywali)
- Calcutta Cup –  Anglia (po zwycięstwie nad Szkocją)
- Drewniana łyżka –  Irlandia (za zajęcie ostatniego miejsca w turnieju)